# Естонська операція НКВС
Естонська операція НКВС — масові арешти, розстріли та депортації осіб естонського походження органами НКВС в СРСР протягом періоду Великої чистки (1937—1938 рр.). 
Була частиною більшої масової операції НКВС, спрямованої проти багатьох націй Радянського Союзу. 
Загалом під час репресій було знищено 4672 естонці.